# 莱文氏菌属
莱文氏菌属为腸桿菌科的一个属。该属的模式种为无丙二酸莱文氏菌（Levinea amalonatica）。
莱文氏菌属是柠檬酸杆菌属（Citrobacter）的异名。

## 下属物种
- 无丙二酸莱文氏菌 Levinea amalonatica Young et al. 1971，异名
- 丙二酸莱文氏菌 Levinea malonatica Young et al. 1971，异名